# Willi Massa
Willi Massa (* 2. Oktober 1931 in Ludwigshafen am Rhein; † 25. Februar 2001 in Tünsdorf) war ein deutscher römisch- katholischer, später orthodoxer  Theologe, Homiletiker und Meditationslehrer der christlichen Zen-Bewegung. Er war Mitgründer und Leiter des Meditationszentrums Exercitium Humanum in Tholey, das von 1975 bis 1983 bestand, und der Neumühle, Europäisches Zentrum für Meditation und Begegnung in Tünsdorf.

## Leben
Nach Eintritt in den Orden der Steyler Missionare, Theologiestudium, Priesterweihe und Promotion lehrte Willi Massa an der Hochschule des Ordens in Sankt Augustin. Nach Gründung des Meditationszentrums trat er in den Laienstand zurück und heiratete die Sozialpädagogin und Eutonielehrerin Eleonore Gottfried-Massa, die das Zentrum mitgegründet hatte und nach seinem Tod leitete. Ihre gemeinsame Tochter ist die Musik- und Tanzpädagogin Marie-Gabriele Massa. Massa trat 1983 aus der römisch-katholischen Kirche aus und wurde in die den Zölibat nicht vorschreibende Katholische Orthodoxe Kirche des Westens durch deren in Paris residierenden Primas Germain, Bischof von Saint-Denis als Priester aufgenommen, Massa feierte danach mit Tagungsteilnehmern und Gästen des Zentrums die heilige Messe im gallikanischen Ritus dieser Kirche.

## Leistungen
Erfahren mit christlicher Kontemplationstheorie und -praxis sowie den Meditationsformen des Zen-Buddhismus in der Nachfolge von Hugo Makibi Enomiya-Lassalle und Karlfried Graf Dürckheim begann Massa 1971 Meditationsleiter für christliche Zen-Meditation (Zazen) auszubilden. Aus dem Kreis seiner Schüler formierte sich unter dem Namen Excercitium Humanum der Trägerverein des Meditationszentrums, dessen Leiter Massa bis zu seinem Tod war.
Massa gab 1974 die von Georga Willems erstmals erstellten Übertragungen der beiden mystischen Lehrschriften des 14. Jahrhunderts The Cloud of Unknowing und The Book of Privy Counseling ins Deutsche heraus. Sie sind seitdem in mehreren Auflagen erschienen, unter anderem 2011 in der Herausgeberschaft des Benediktinermönchs und Zen-Meisters Willigis Jäger. „Da diese Anleitungen in einer erstaunlichen Parallele zum Zen stehen, haben sie für die nicht-gegenständliche Meditation im Christentum heute, wo Zen viele Christen inspiriert hat, eine besondere Bedeutung erhalten.“ Der katholische Mystikforscher Josef Sudbrack zweifelte die Authentizität der Übersetzung an, die im Originaltext gelehrte Ausrichtung der Meditation auf Gott und die „Erkenntnis der eigenen Schwäche vor dem göttlichen Licht“ werde aus monistischer Weltsicht des Zen-Buddhismus umgedeutet als kontemplativer Weg zu innerer Selbsterfahrung und Selbsterkenntnis ohne außengerichtete Intention, insoweit weiche die Übertragung von der später veröffentlichten des Anglisten Wolfgang Riehle ab.

## Werke
- Die Eucharistiepredigt am Vorabend der Reformation. Eine material-kerygmatische Untersuchung zum Glaubensverständnis von Altarssakrament und Messe am Beginn des 16. Jahrhunderts als Beitrag zur Geschichte der Predigt. Steyler Verlag, Nettetal 1966.
- Verkündigung. Koautoren: Elmar Bartsch, Franz Kamphaus, Felix Schlösser, Rolf Zerfass. In: Pastorale – Handreichungen für den pastoralen Dienst, Band 1. Konferenz der deutschsprachigen Pastoraltheologen. Matthias Grünewald Verlag, Mainz 1970.
- Schweigen und Wort. Vorträge zur Meditation im Stil des Zen. Verlag Butzon und Bercker, Kevelaer 1974, ISBN 3-7666-8827-8.
- Wagnis der Begegnung. Zen und Leben als Christ. Koautor: William Johnston SJ. Verlag Butzon und Bercker, Kevelaer 1982, ISBN 3-7666-9261-5

als Herausgeber
- Am Tisch des Wortes. Hg. Klemens Jockwig und Willi Massa. Neue Reihe 110–156. Verlag Katholisches Bibelwerk, Stuttgart 1971–1975.
- Konfrontation: Massenmedien und kirchliche Verkündigung. Unter Mitarbeit von Winfried Blasig, Franz Kamphaus, Rolf Zerfass. Arbeitsgemeinschaft Katholischer Homiletiker. Verlag Katholisches Bibelwerk, Stuttgart 1972, ISBN 3-460-30511-8.
- Kontemplative Meditation: Die Wolke des Nichtwissens. Matthias Grünewald Verlag, Mainz 1974, ISBN 978-3-7867-0489-8.
- Der Weg des Schweigens. Christliches Zen. Ein „Brief“ zur Anleitung. Verlag Butzon und Bercker, Kevelaer 1974, ISBN 978-3-7666-8826-2.
- Die Höhle des Herzens: Mantra-Praxis und Namensgebet. Verlag Butzon und Bercker, Kevelaer 1982, ISBN 3-7666-9254-2.